# Желязко Христов
Желязко Иванов Христов е български лекар и учен, известен главно като синдикален деец и общественик. Професор в Пловдивския медицински университет (2009).

## Биография
Роден е на 13 май 1948 г. в пловдивското село Рогош, община Марица.
Между 1964 и 1969 г. е ученик в руската ЕГ „Иван Вазов“, Пловдив. През 1976 г. завършва медицина във Висшия медицински институт в Пловдив и специализира коремна и гръдна хирургия. Работи в Димитровград, Хасково, както и във Висшия медицински институт в Пловдив. Между 1982 и 1993 г. е главен асистент по гръдно-коремна хирургия във ВМИ.
От февруари 1990 до 1997 г. е заместник-председател на Конфедерацията на независимите синдикати в България с ресор социална политика и безопасни и здравословни условия на труд.
В края на 1997 е избран за председател на Конфедерацията и остава на тази позиция 13 години.
През 2007 г. е избран за доцент по социална медицина и организация на здравеопазването си и е назначен за и.д. декан на Факултета по обществено здраве „Проф. д-р Тодор Захариев“ на Медицински университет - Пловдив. През 2009 г. е избран за професор и декан на факултета. Проф. д-р Христов има над 160 статии, доклади и научни съобщения, 3 монографии и е съавтор на 5 книги.
Желязко Христов умира от рак на 15 септември 2010 г.

## Обществена дейност
На извънредния конгрес на Независимите професионални съюзи, прераснал в учредителен на Конфедерацията на независимите синдикати в България (17 – 18 февруари 1990 г.) е избран за заместник-председател на обществени начала с ресор социална политика и безопасни и здравословни условия на труд. На ІV-я Конгрес на КНСБ (28 – 30 ноември 1997 г.) е избран за председател. На V и VI конгрес (2001 и 2007) на КНСБ е преизбиран.
През 1996 г. Желязко Христов създава сдружение с нестопанска цел „Да запазим децата“, чиято цел е да подпомага децата на работници, загинали при трудова злополука. В дейността на сдружението увлича известни българи – Цветана Манева, Стоян Орозов, д-р Георги Арнаудов, Нели Рангелова, Живко Вангелов и др. Впоследствие Сдружението разширява своята дейност, насочвайки я към търсене на възможности за развитие и реализация на децата и младежите в България.
Желязко Христов е основател и вдъхновител на ежегодния Международен детски етнофестивал „Децата на Балканите
– с духовност в Европа!“, организиран от Сдружение „Да запазим децата“ и посветен на 1 юни, Международен ден на детето. От декември 2008 г. Сдружение „Да запазим децата“ започва реализирането на проект „Кухни-спасение“, насочен към подпомагане физическото оцеляване на лица, чиито минимални доходи са недостатъчни да покрият потребности от жизненоважно значение.
През 2003 г., по идея на д-р Христов, се провеждат Първите работнически игри след промените в България, които преминават в ежегодни спортни събития, развивайки се на ниво бранш и регион. В България са проведени и две от Световните работнически игри с участие на отбори и състезатели от цял свят.
По идея на проф. д-р Желязко Христов от 2008 г. Конфедерацията на независимите синдикати в България връчва наградата „Прометея“ на български фирми, които носят „огъня“ на хуманизацията на условията на труд – утвърждават добрата практика и издигат името на българските фирми в голямото европейско семейство. Пластиката е дело на българския скулптор Красимир Трендафилов.
От създаването на Смесения консултативен съвет ЕС – България, (1998 г.) Желязко Христов е негов член, а от 2003 г., до приемането на България в Европейския съюз, е негов съпредседател.

## Международно представителство
През 2004 г., на 19-ия Конгрес на Международната конфедерация на свободните профсъюзи Желязко Христов е избран за вицепрезидент, отговарящ за сътрудничеството и подкрепата на синдикалните организации от Централна и Източна Европа.
През ноември 2006 г., по време на Обединителния конгрес на Международната конфедерация на свободните профсъюзи и Световната конфедерация на труда, учредил Международната конфедерация на профсъюзите, д-р Христов е избран за вицепрезидент, отговарящ за сътрудничеството и подкрепата на синдикалните организации от Централна и Източна Европа.
От януари 2007 г. до септември 2010 г. е член на Европейския икономически и социален съвет.

## Награди
На 19 октомври 2010 г. посмъртно е удостоен с почетния знак на Българския лекарски съюз.
Носител е на орден „Стара планина“ I степен, връчен му на 29 април 2005 година от президента Георги Първанов.
Носител е на значка „Златно сърце“ за 2001 г.

## Публикации
- Елена Шипковенска, Желязко Христов, Пламен Димитров, Марияна Дякова Модерна епидемиология с медицина и здравеопазване, базирани на докозателства, 2008, Учебно ръководство, 222 стр.
- Генчо Генов, Любен Ангелов, Желязко Христов Какво трябва да знаем и как да се предпазим от съвременния птичи грип (H5N1), 2007, 64 стр.
- Христов, Ж. Стресът на работното място в условията на преход, Национална конференция стрес при работа 2002 г., сборник доклади, Да работим по проблема стрес, 2002, 32 – 40
- Христов, Ж. Социално-икономически и трудов стрес в условията на преход. Сп. Безопасност и трудова медицина 2003, 3, 32 – 38
- Христов, Ж., В. Русинова Стрес, стресори и стресогенна ситуация в България, I Национална трипартитна конференция на българското общество за изучаване и борба със стреса, 2003, Сборник доклади, 40 – 46
- Христов, Ж. Симптоматика, вид и ниво на стреса при лекари. Сп. Социална медицина 2004
- Hristov, Zh., et al., Work stress in the context of transition, a case study of three public sectors in Bulgaria, ILO, Budapest, 2003, pages 106

## Памет
През 2010 г., след смъртта му, Сдружение „Да запазим децата“ е преименувано в Сдружение с нестопанска цел „Благотворителен фонд проф. д-р Желязко Христов, д.м.“
През 2011 година е учредена годишна награда на КНСБ „За принос в развитие на синдикалното движение“ на името на проф. д-р Желязко Христов
На 15 септември 2011 г. Столичният общински съвет взима решение за наименуването на алея „Проф. д-р Желязко Христов“ в квартал „Лозенец“ (Карта).